# King of fighters 2002 UM
The King of Fighters 2002 Unlimited Match es un videojuego de lucha en 2D lanzado por SNK el 26 de febrero de 2009. Este videojuego es un remake de The King of Fighters 2002 perteneciente a la saga de The King of Fighters, a diferencia de que este fue editado por SNK-Playmore y no Eolith, quien se encargó de KOF 2001 y 2002, pues ya se había retomado el control en la edición del 2003. 
Este videojuego fue lanzado para las consolas PS3 y XBOX 360, pero se ha confirmado que ya existe la versión para máquinas recreativas, aunque sólo se dieron fechas de exhibición en Japón y Hong Kong a mediados de abril.
Las características de este videojuego son casi las mismas que KOF 2002, conservando la jugabilidad de los "Free Cancel System" o "Sistema Modo MAX", la "Evasión de emergencia rápida", "Activación de modo MAX rápida" y ahora con la ventaja de poder seguir golpeando al oponente aún en el suelo; además de guardar los HSDM (Hidden Super Desperation Moves) o también llamados especiales, los cuales se pueden usar de igual manera, pero con menos frecuencia que el juego original. 
La gran mejoría de este juego es que, al igual que The King Of Fighters '98 Ultimate Match, toma a todos los personajes partiendo de su saga, en este caso la de NESTS. Siendo desde la '99 hasta la 2001, dando un total de casi 60 personajes, pues también incorpora a todos los jefes Krizalid, Zero (clon), Zero (original), Igniz y hasta Goenitz, sin olvidar a Rugal, quien ya estaba en el juego Original.

## Controversias con personajes
Luego de que SNK retomara el control de KOF, no sabía que hacer con los personajes que eran originales de Eolith, quien editó KOF 2001 y 2002. Los personajes que se tenían pensado eliminar eran Angel, May Lee y K9999.
La decisión final fue conservar a Angel y a May Lee, pero K9999 fue eliminado definitivamente del juego, no por pertenecer a Eolith, sino porque el personaje fue originalmente diseñado a propósito muy parecido a Tetsuo del manga y anime Akira a modo de homenaje, esto provocó problemas con derechos del personaje y por tal razón fue sustituido por un nuevo personaje semejante (en cuanto a movimientos) al cual irónicamente lo nombraron "Nameless" (Sin nombre).

## Personajes
En esta entrega se incluyen todos los personajes desde The King of Fighters '99 hasta el 2001, reacomodando a los equipos existentes en The King of Fighters 2002 para añadir a los personajes restantes.
| K' Team - K' - Maxima - Whip Japan Team - Kyo Kusanagi - Benimaru Nikaido - Goro Daimon Fatal Fury Team - Terry Bogard - Andy Bogard - Joe Higashi Art of Fighting Team - Ryo Sakazaki - Robert Garcia - Yuri Sakazaki Women Fighters Team - King - Mai Shiranui - Kasumi Todoh Ikari Team - Leona Heidern - Ralf Jones - Clark Still | Psycho Soldiers Team - Athena Asamiya - Sie Kensou - Bao Yagami Team - Iori Yagami - Mature - Vice 97’ Special Team - Ryuji Yamazaki - Blue Mary - Billy Kane Pretty Girls Fighters Team - Li Xiangfei - Hinako Shijo - May Lee Orochi Team / Awakened Orochi Team - Yashiro Nanakase / Orochi Yashiro - Shermie / Orochi Shermie - Chris / Orochi Chris | Korea Team - Kim Kaphwan - Chang Koehan - Choi Bounge Jhun Team - Jhun Hoon - Shingo Yabuki - Lin Masters Team - Heidern - Chin Gentsai - Takuma Sakazaki Agent Team - Vanessa - Ramón - Seth Subjefes NESTS Team - Kula Diamond - Foxy - Ángel Clone Team - Kusanagi - Kyo-1 - Kyo-2 - Nameless | Jefes finales - Krizalid - Zero (Clon) - Zero (Original) - Igniz Jefe especial - Omega Rugal Sin equipo - Goenitz - Geese Howard |